# VMS Moskou
VMS Moskou (Russisch: BMC Москва) was een Sovjet voetbalclub uit de hoofdstad Moskou.

## Geschiedenis
De club van de marine werd opgericht in 1946 en begon dat jaar in de tweede klasse. De club eindigde enkele jaren in de middenmoot en werd in 1949 tweede in zijn groep. In 1950 werden de groepen samengevoegd en werd de club zelfs met grote voorsprong op Torpedo Gorki kampioen. Het volgende seizoen in de hoogste klasse werd de club dertiende op vijftien clubs en degradeerde meteen weer. In 1952 verhuisde de club tijdens het seizoen van Moskou naar Leningrad en eindigde als VMS Leningrad op de vijfde plaats.
Na de dood van Jozef Stalin in 1953 werd de club opgedoekt door minister Nikolaj Boelganin.